# مستعر أعظم من النوع II

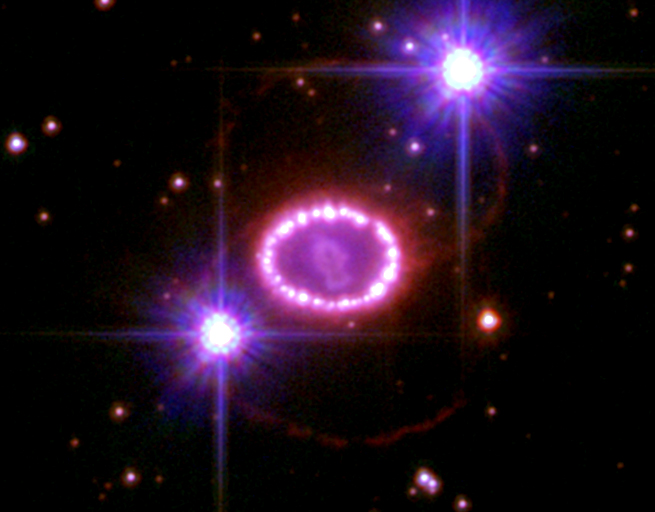
تمدد بقايا النجم إثر انفجار مستعر أعظم 1987 أي، وهو نوع II-P مستعر أعظم في سحابة ماجلان الكبرى، ناسا.

مستعر أعظم 2 أومستعر أعظم من النوع الثاني في الفلك (بالإنجليزية:type II supernova) ينتمي النوع مستعر اعظم إلى أحد تصنيفات نهاية عمر النجوم المتغيرة ويتميز النوع بانهيار قلب النجم الذي ينشأ عن انهيار داخلي في النجم مصحوبا بانفجار عنيف في نجم كبير الكتلة يتعدى كتلة الشمس. ويفرق نوع المستعر أعظم II عن الأنواع الآخرى للمستعرات العظمى وجود طيف الهيدروجين في طيفه. وطبقا لتصنيف الفلكيين فلا بد من أن تزيد كتلة النجم عن 9 أضعاف الكتلة الشمسية لكي ينتهي عمره بذلك النوع من انهيار قلبه المصحوب بانفجار بالغ العنف.

يولد النجم الكبير الطاقة عن طريق الاندماج النووي للعناصر. وهذه النجوم تختلف عن الشمس حيث تكفي كتلتها الكبيرة إلى الاندماج النووي للعناصر ذات كتلة ذرية أكبر من الهيدروجين والهيليوم. ويتطور النجم أثناء عمره في اندماج تلك العناصر المتكونة فيه إلى عناصر ثقيلة في عملية تسمى تخليق العناصر حتى تتكون في باطنه قلب من الحديد (الحديد له كتلة ذرية 56 بينما الهيدروجين كتلته الذرية 1 والهيليوم كتلته الذرية 4). ولكن اندماج الحديد لا يكفي لاستمرار تفاعل الاندماج وإنتاج الطاقة فيكاد يكون النجم خامدا ويوازن قوي الجاذبية التي تحاول جمع كل مادته في المركز يوازنها ضغط انفطار الإلكترونات.
وينشأ هذا الضغط عندما يكون أي انضغاط تالي يستلزم الإلكترونات أن تتخذ نفس مستوي الطاقة الكمومية في الذرات، وهي حالة لا تحدث في الطبيعة لجسيمات من نوع الفرميونات (إقرا مبدأ استبعاد باولي).
وعندما تزيد متلة الحديد في قلب النجم عن 44و1 من كتلة الشمس (وهو حد شاندراسيخار) يتبعه انهيار في قلب النجم. وترتفع درجة حرارة القلب بسبب التقلص مما يؤدي إلى بدء تفاعلات نووية تتسبب في انطلاق نيوترونات ونيوترينوات من تحلل بيتا المعكوس.
وفي هذه المرة يعمل ضغط انفطار النيوترونات على منع الانكماش بل ويحوله إلى انفجار إلى الخارج. وتكفي الطاقة الصادرة من تلك الموجة الضاغطة إلى الخارج لأن تخلع طبقات النجم العلوية، فتتناثر بشدة مكونة انفجار مستعر أعظم.

ويصنف المستعر الأعظم من النوع 2 إلى عدة تصنيفات وذلك بحسب منحنى الضوء الصادر منها، وهو رسم بياني يبين تغير القدر الظاهري للمعان مع الزمن بعد حدوث الانفجار.
النوع II-L من المستعرات العظمى تبين انخفاضا خطيا مستمرا لمنحنى الضوء بعد الانفجار، بينما يبين نوع المستعر الأعظم II-P مرحلة انخفاض ضعيف للضوء (مستوية Plateau) ثم يتبعها انخفاضا خطيا مستمرا عاديا.
أما نوعي المستعرات العظمى Ib و Ic فمنمها نوع ينهار فيه قلب نجم كبير الكتلة مصحوبا بتطاير لطبقته الخارجية من الهيدروجين، والنوع Ic تتطاير طبقة النجم الخارجية النكونة من الهيليوم. ولذلك فيبدو هذان النوعان من المستعرات فاقدة لهذين العنصرين على التوالي.

## تكون المستعر الأعظم نوع II

توزيع الطبقات في نجم كبير الكتلة (مثل البصلة) العناصر الخفيفة فوق والثقيلة قرب المركز في وقت قبل توقف التفاعل والانهيار.)

تتطور النجوم ذات كتل أكبر من كتلة الشمس بطريقة معقدة. ففي قلب الشمس يندمج الهيدروجين خلال الاندماج النووي مكونا الهيليوم مع إطلاق طاقة تعمل على رفع درجة حرارة الشمس وكذلك الضغط فيها بحيث يقاوم الضغط قوى الجاذبية المؤثرة على الطبقات العليا فيها ويحدث حالة من التوازن. ويتراكم الهيليوم المتكون في قلب الشمس حيث لا تكفي درجة الحرارة في القلب غلى بدء تفاعل الهيليوم. وعندما يبدأ رصيد الشمس من الهيدروجين في قلبه يقل يبدأ الاندماج في الانخفاص مما يجعل الجاذبية تضغط على قلب الشمس فتنكمش. ويسبب هذا الانكماش ارتفاعا في درجة الحرارة، حتى تصل إلى الدرجة التي تسمح لاندماج الهيليوم. وتلك المرحلة تشكل 10 % من عمر النجم وهي تتسم باندماج الهيليوم.
ففي نجوم تحوي أقل من 8 أضعاف كتلة الشمس لا يتفاعل الكربون المتكون من الاندماج النووي للهيليوم، لذلك تبدأ درجة حرارة النجم في الانخفاض، ويتحول النجم إلى قزم أبيض.

وإذا كان للقزم الأبيض قرين قريب فقد يتحول إلى مستعر أعظم نوع Ia
أما في نجم أكبر ويكون له كتلة كافية بحيث ترتفع درجة الحرارة والضغط في قلبه ويسمحان باندماج الكربون وذلك في الفترة بعد انتهاء مرحلة اندماج الهليليوم. فيتشكل باطن النجم في هيئة طبقات فوق بعضها تشبه البصلة حيث تتركز العناصر الثقيلة في القلب، وتتركز العناصر الأخف في الطبقات فوقها حتى تصبح الطبقة الخارجية من أخف العناصر وهو الهيدروجين. وتقع تلك الطبقة فوق طبقة من الهيدروجين الذي يندمج مكونا الهيليوم، هي بدورها طبقة يندمج فيها الهيليوم مكونا الكربون (بواسطة تفاعل ألفا الثلاثي)، وتحتها طبقات تتكون فيها وتتركز العناصر الأثقل فأثقل.
تتطور النجوم الكبيرة الكتلة وتمر بمراحل يشتد في قلبها الاندماج النووي ثم يضعف فيتقلص قلب النجم، وترتفع درجة حرارته وضغطه فيبدأ الاندماج النووي في المرحلة التالية للاندماج ويعمل ذلك على مقاومة انهيار النجم وتقلصه.

| Process            | الوقود الرئيسي | النواتج الرئيسية                        | نجم كتلته 25 كتلة شمسية[5] | نجم كتلته 25 كتلة شمسية[5] | نجم كتلته 25 كتلة شمسية[5] |
| Process            | الوقود الرئيسي | النواتج الرئيسية                        | درجة الحرارة (كلفن)        | الكثافة (جرام/سنتيمتر3)    | المدة                      |
| ------------------ | -------------- | --------------------------------------- | -------------------------- | -------------------------- | -------------------------- |
| اندماج الهيدروجين  | الهيدروجين     | الهيليوم                                | 7×107                      | 10                         | 107 years                  |
| تفاعل ألفا الثلاثي | الهيليوم       | الكربون، الأكسجين                       | 2×108                      | 2000                       | 106 years                  |
| اندماج الكربون     | الكربون        | النيون، الصوديوم، المغنسيوم، الألمونيوم | 8×108                      | 106                        | 103 years                  |
| اندماج النيون      | النيون         | الأكسجين، المغنسيوم                     | 1.6×109                    | 107                        | 3 years                    |
| اندماج الأكسجين    | الأكسجين       | السيليكون، الكبريت، الآرجون، الكالسيوم  | 1.8×109                    | 107                        | 0.3 years                  |
| اندماج السيليكون   | السيليكون      | النيكل (يتحلل إلى الحديد)               | 2.5×109                    | 108                        | 5 days                     |

## انهيار قلب النجم
تتابع الاندماجات النووية في النجم البالغ الكتلة مبتدئة الاندماج النووي للهيدروجين عند درجة حرارة في قلب النجم تصل إلى 12 مليون كلفن والتي تنتج الهيليوم، ثم بدء اندماج الهيليوم عند درجة حرارة أعلى لإنتاج الكربون، وهكذا يتالى ارتفاع درجة حرارة فلب النجم واندماج العناصر الأخرى حتى تنتهي بإنتاج الحديد، والشرط في ذلك أن يكون النجم ذو كتلة كبيرة أكبر من الكتلة الشمسية. والحد الذي يحدد تلك التفاعلات هو كمية الطاقة التي تتولد عن الاندماج النووي، وهي تعتمد على طاقة الربط التي تربط بين النوكليونات في النواة الذرية. وكل مرحلة من مراحل اندماج العناصر ينتج عنها عناصر أثقل من العناصر الداخلة في الاندماج، وهذه تنتج طاقة أقل عند الانتقال من مرحلة إلى مرحلة، ويتواصل ذلك الانخفاض حتى مرحلة اندماج السيليكون الذي يـُنتج النيكل-56 ثم يتحلل النيكل-56 عن طريق تحلل بيتا ويصبح كوبلت-56 ثم يتحلل هو أيضا فيكوّن الحديد-56 خلال أشهر قليلة. وبما أن الحديد والنيكل لهما أكبر طاقة ربط لكل نيوكليون (بروتون أو نيوترون) بالمقارنة بجميع العناصر فيتوقف الاندماج النووي بتكون الحديد،

فلا يمكن إنتاج طاقة في قلب النجم بواسطة الاندماج، ويكبر بذلك القلب الحديدي النيكلي في النجم 
ويصبح قلب النجم تحت ضغط الجاذبية الشديد. ونظرا لعدم حدوث اندماج نووي يعمل على إنتاج طاقة ومقاومة الانهيار تحت وطأة الجاذبية حيث يوجد فيه فقط الضغط الناشيئ عن انفطار الإلكترونات. وفي تلك الحالة تكون المادة في النجم قد وصلت إلى درجة عالية الكثافة بحيث لا تبقى وسيلة لاستمرار التقلص سوى أن تشغل الإلكترونات نفس مستوى الطاقة الكمومي. ولكن هذا لا تسمح به الطبيعة لجسيمات من نفس النوع (تسمى فرميونات) ومن ضمنها الإلكترونات، ويعبر مبدأ استبعاد باولي عن تلك الظاهرة.
وعندئذ فيعتمد تظور النجم في المرحلة القادمة على كتلة النجم. فعندما تكون كتلة قلب النجم أكبر من حد شاندراسيخار، فلا تستطيع طاقة انفطار الإلكترونات على منع الانهيار ويشتد تقلص قلب النجم منعزلا عن الطبقات الخارجية.
وتنهار الطبقات الخارجية أيضا على القلب وتصل سرعتها عند الانهيار سرعات تبلغ 70.000 كيلومتر في الثانية (نحو 23% من سرعة الضوء) وهي تنهار في اتجاه المركز.

ويتقلص قلب النجم بسرعة كبيرة وترتفع درجة حرارته ويُنتج أشعة غاما عالية الطاقة، تعمل بدورها على تحلل أنوية الحديد إلى الهيليوم ونيوترونات حرة عن طريق التحلل الضوئي photodisintegration. وبزيادة كثافة قلب النجم يصبح الحال ملائما لاندماج الإلكترونات بالبروتونات (بطريق تحلل بيتا العكسي) وينتج عن الاندماج نيوترونات وجسيمات أولية أخرى تسمى نيوترينوات.
ونظرا للضعف الشديد لتفاعل النيوترينوات مع المادة فإنها تفلت من قلب النجم حاملة طاقة كبيرة وتعجل بذلك سرعة الانهيار الذي يستغرق عدة مللي ثانية. وبانفصال قلب النجم عن الطبقات الخارجية تـُمتص بعض تلك النيوترينوات في الطبقات الخارجية ويبدأ انفجار المستعر الأعظم.

يتميز المستعر الأعظم من نوع II بأن تقلص القلب قد يتوقف فترة بسبب تآثر متنافر بين النيوترونات ناشئ عن التآثر القوي بالإضافة إلى ضغط انفطار مستويات الطاقة الكمومية للنيوترونات. ويحدث ذلك عندما تكون كثافة قلب النجم قد وصلت إلى كثافة نواة الذرة. فعندما يتوقف تقلص قلب النجم فجأة تنكبح المادة في الطبقات العليا فجأة وترتد محدثة موجة ضاغطة تنتشر إلى الخارج. ويتسبب ذلك الارتداد نحو الخارج في تصادم وتحطم بعض العناصر الثقيلة في النجم.

وترتفع الكثافة ارتفاعا كبيرا خلال فترة التقلص بحيث لا يفلت من النجم سوى النيوترينوات. وعندما يتحد الإلكترونات والبروتونات ليكونا نيوترون عن طريق التجاذب الكهربي فإنهما ينتجان نيوترينو إلكتروني. وفي نوع المستعر الأعظم II يكون قلب النجم قد أصبح نيوترونيا بالكامل وتصل درجة حرارته إلى نحو 100 مليار كلفن، أي أشد من درجة حرارة قلب الشمس 100.000 مرة. وتنتشر تلك الطاقة عن طريق النيوترينوات فيصبح قلب النجم مكونا من النيوترونات (نجم نيوتروني).

وأما انتشار النيوترينوات فيكون شديدا وقصيرا لمدة 10 ثوان، يطلق خلالها نحو 1046 جول.

وخلال عملية لم يمكن تفسيرها حتى الآن تمتص الموجة الضاغطة المرتده طاقة قدرها 1044 جول محدثة انفجارا عظيما
[a]
وقد شوهدت فعلا النيوترينوات الصادرة من مستعر أعظم 1987 أي مما جعل العلماء يتأكدون من صحة نموذج تقلص قلب النجم الذي اقترحوه. وقد استطاعت العدادات المائية عداد كاميوكاندي II وكذلك عداد أيرفينج-ميتشجان-بروكهافن IMB من تسجيل نقيض النيوترينو التي تصدر من مصدر حراري،
بينما استطاع عداد الجاليوم-71 وهو عداد باكسان للنيوترينوات تسجيل نيوترينوات مصدرها حراري وأخرى ناتجة من امتصاص البروتونات للإلكترونات.

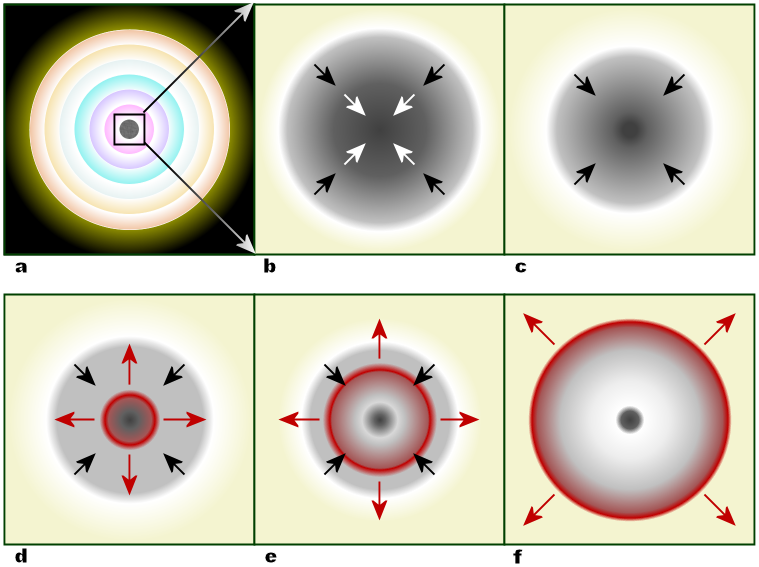
تطور نجم عظيم الكتلة(a) تندمج العناصر المتوسطة الكتلة التي تكون طبقات النجم حول قلبه وتنتج الحديد في القلب (b) فيبدأ القلب في التقلص عنما تصل كتلته حد شاندراسيخار ويصير الجزء الداخلي من قلب النجم نيوترونيا صرفا شديد الكثافة. (c) يتسبب ذلك في انهيار المادة في طبقات النجم العليا نحو القلب المتقلص (d) وعند توقف التقلص ترتد المادة فوقه في هيئة موجة ضاغطة إلى الخارج (أحمر] - (e) ثم يأتيها اشعاع شديد من النيوترينوات الصادرة من قلب النجم يتفاعل معها فتنفجر الطبقات الخارجية وتنتشر في الفضاء متناثرة (f) ويبقى في المركز نجم نيوتروني.

في حالة نجم ذو كتلة أقل من 20 كتلة الشمس - ويعتمد ذلك على شدة الانفجار وكمية المادة التي تنهار على قلبه - يصبح القلب الباقي نجما نيوترونيا

وإذا كانت كتلة النجم الأصلية أكبر من ذلك فيكفي تقلص البقايا إلى تكوّن ثقب أسود.

وطبقا للنظرية يكون الحد الأعلى الذي يحد هذا النوع من المستعرات II نحو 40 - 50 كتلة شمسية. فإذا تعدت كتلته تلك الكتلة فإنه من المرجح أن يتقلص النجم مباشرة مكونا ثقبا أسودا بدون أن ينفجر في صورة مستعر أعظم.

ويجب الإشارة إلى أن تلك الحدود للكتلة إنما هي تقريبية، وهي تميز نوع تطور النجم: إما بحدوث انفجار مستعر أعظم مع تولد نجم نيوتروني، أو تولد ثقب أسود مباشرة بدون انفجار في صورة مستعر اعظم.

## المنحنيات الضوئية

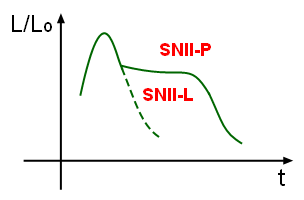
تغير شدة الضوء مع الزمن t ، وهو يبين الشكل العام للمنحنى الضوئي لكل من النوعين :مستعر أعظم II-L و مستعر أعظم II-P.

يبين طيف المستعر الاعظم II مجموعة خطوط بالمر الخاصة بالهيدروجين حيث تمتص ذرات الهيدروجين طاقة. ويستخدم وجود تلك الخطوط للتمييز بين التصنيف II ومستعر أعظم، نوع 1أ.
ويبين الرسم البياني لتغير السطوع مع الزمن زيادة سريعة للسطوع ثم انخفاضها سريعا أيضا بعد الانفجار. ويصل معدل انخفاض السطوع قدر مطلق مقداره 008و0 في اليوم. وهذا المعدل يكون أقل بكثير من معدل انخفاض سطوع المستعر الاعظم من نوع 1أ.
تقسم مستعرات II إلى صنفين وذلك بحسب سير منحنيتها الضوئية مع الزمن. يتميز المنحنى الضوئي للنوع II-L بانخفاض مستمر في شدة الضوء بعد الوصول لقمة السطوع. أما نوع المستعر الأعظم II-P فتستمر شدة سطوعه ثابتة لفترة قبل أن تبدأ في الانخفاض. ويكون معدل انخفاض شدتها اقل ويبلغ 0075و0 في اليوم للنوع II-P, بالمقارنة بمعدل انخفاض سطوع مستعر اعظم نوع II-L يبلغ 012و0 في اليوم.

ويعود تفسير اختلاف سير المنحنيات مع الزمن إلى أن انفجار المستعر الأعظم من نوع II-L يتضمنه الغلاف الهيدروجيني في النجم الأصلي.

وأما بقاء شدة السطوع متساوية لفترة بعد انفجار النوع II-P فيعتقد انها تكون بسبب تغير في درجة شفافية الطبقات الخارجية. وتحدث موجة تصادمية تعمل على تأين الهيدروجين في الطبقات الخارجية، فهي تنزع الإلكترونات من ذرات الهيدروجين مما تعمل على انخفاض الشفافية. هذا يمنع الفوتونات (الضوء) من الخروج من الداخل إلى الخارج، وبعد أن يبرد الهيدروجين وتنخفض درجة حرارته وتأسر ذرات الهيدروجين لإلكترونها ثانيا recombine عندئذ تصبح الطبقة الخارجية شفافة ويمكن للضوء النفاذ منها إلى الخارج.

## اقرأ أيضا
- مستعر أعظم 1572
- مستعر أعظم ، 1 ب و 1 سي
- مستعر أعظم SN 2020fqv
- مستعر RS Ophiuchi
- انفجار أشعة غاما 090423
- انفجار أشعة غاما 970228
- مجرة إهليجية
- مجرة حلزونية
- سماء الشتاء
- سماء الخريف
- مستعر أعظم SN 2005ap
- مستعر أعظم نوع Ia
- مجرة
- قزم أبيض
- عملاق أحمر
- الانفجار العظيم
- خط زمني للانفجار العظيم
- نجم نيوتروني
- ثقب أسود
- مستعر أعظم SN 2007bi

## وصلات خارجية
- موقع «الكون» في الإنترنت